# J. Scott Wolff

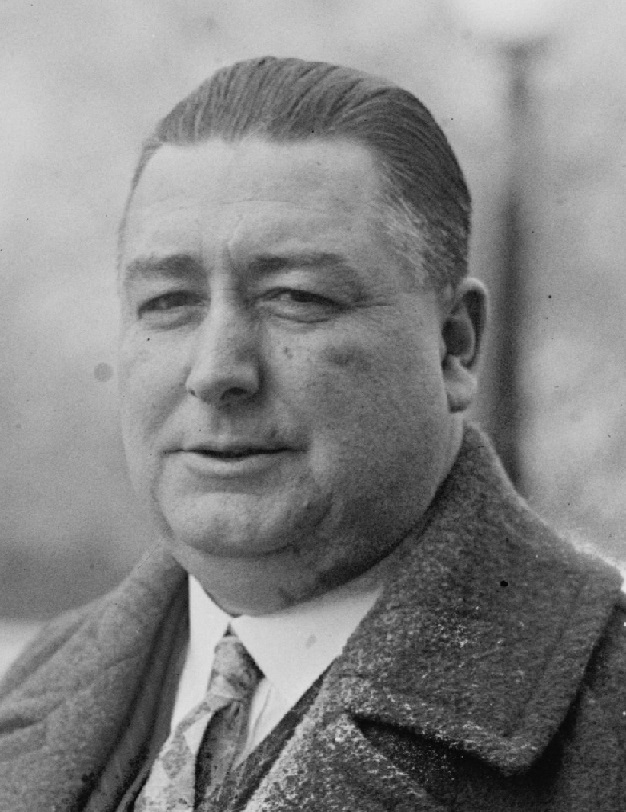
J. Scott Wolff (Missouri-Kongressabgeordneter). Der Nachname ist in der Beschreibung der Library of Congress falsch als "Wolfe" geschrieben.

Joseph Scott Wolff (* 14. Juni 1878 bei Greensburg, Westmoreland County, Pennsylvania; † 27. Februar 1958 in Kansas City, Missouri) war ein US-amerikanischer Politiker. Zwischen 1923 und 1925 vertrat er den Bundesstaat Missouri im US-Repräsentantenhaus.

## Werdegang
Scott Wolff besuchte die öffentlichen Schulen seiner Heimat. Während des Spanisch-Amerikanischen Krieges diente er in einer Kavallerieeinheit auf den Philippinen, wo er bis 1901 verblieb. Nach seiner Rückkehr ließ er sich in St. Louis nieder, wo er an der dortigen Washington University Zahnmedizin studierte. Nach seiner 1905 erfolgten Zulassung als Zahnarzt begann er in St. Louis und in Festus als Zahnarzt zu arbeiten. Gleichzeitig schlug er als Mitglied der Demokratischen Partei eine politische Laufbahn ein. Zwischen 1907 und 1911 sowie nochmals von 1915 bis 1917 fungierte er als Bürgermeister der Stadt Festus. Von 1913 bis 1915 saß er als Abgeordneter im Repräsentantenhaus von Missouri. Nach einem Jurastudium am St. Louis College of Law and Finance und seiner 1923 erfolgten Zulassung als Rechtsanwalt begann er in Festus in diesem Beruf zu arbeiten, während er gleichzeitig weiterhin auch als Zahnarzt tätig war.
Bei den Kongresswahlen des Jahres 1922 wurde Wolff im 13. Wahlbezirk von Missouri in das US-Repräsentantenhaus in Washington, D.C. gewählt, wo er am 4. März 1923 die Nachfolge von Marion E. Rhodes antrat. Da er im Jahr 1924 dem Republikaner Charles Edward Kiefner unterlag, konnte er bis zum 3. März 1925 nur eine Legislaturperiode im Kongress absolvieren. Nach seinem Ausscheiden aus dem US-Repräsentantenhaus zog Wolff nach Kansas City, wo er wieder als Rechtsanwalt und Zahnarzt arbeitete. Im Jahr 1957 zog er sich in den Ruhestand zurück. Scott Wolff starb am 27. Februar 1958 in Kansas City und wurde in seinem früheren Wohnort Festus beigesetzt.